# Pontifício Conselho Cor Unum
O Pontifício Conselho Cor Unum (Pontificium Consilium Cor Unum), também era conhecido como o conselho da caridade do Papa. Foi criado pelo Papa Paulo VI, através da carta Amoris Officio, de 15 de julho de 1971.
O Conselho exprime a solicitude da Igreja Católica para com os necessitados, a fim de que seja favorecida a fraternidade humana e se manifeste a caridade de Cristo.
O Pontifício Conselho divulga a cada ano a mensagem do Papa para a Quaresma.
Em 8 de janeiro de 2008, o brasileiro Carlos Augusto de Oliveira Camargo foi nomeado consultor do Pontifício Conselho Cor Unum pelo papa Bento XVI. 
Em 1 de janeiro de 2017, teve suas atribuições fundidas com a de outros Dicastérios, no recém criado Dicastério para o Serviço do Desenvolvimento Humano Integral.

## Missão
A função do Conselho era a de estimular os fiéis a darem testemunho de caridade evangélica, uma vez que são participes da mesma missão da Igreja, e apoiá-los neste seu empenho; favorecer e coordenar as iniciativas das instituições católicas que se dedicam a ajudar os povos que estão na indigência, de modo especial as que prestam socorro às suas mais urgentes necessidades e calamidades, e facilitar as relações entre estas instituições católicas com os organismos públicos internacionais, que atuam no mesmo campo da assistência e do progresso; seguir atentamente e promover os projetos e as obras de solicitude solidária e de ajuda fraterna, em ordem ao progresso humano.

## Presidentes
Durante um período, o presidente do Pontifício Conselho Justiça e Paz era o mesmo deste dicastério.
|             | Nome                                | Período     | Notas                     |
| Presidentes | Presidentes                         | Presidentes | Presidentes               |
| ----------- | ----------------------------------- | ----------- | ------------------------- |
| 6°          | Mons. Giovanni Pietro Dal Toso      | 2015-2017   | Interino, como secretário |
| 5º          | Cardeal Robert Sarah                | 2010-2014   | Presidente Emérito        |
| 4º          | Cardeal Paul Joseph Cordes          | 1995-2010   |                           |
| 3º          | Cardeal Roger Marie Élie Etchegaray | 1984-1995   |                           |
| 2º          | Cardeal Bernardin Gantin            | 1977-1984   |                           |
| 1º          | Cardeal Jean-Marie Villot           | 1971-1978   |                           |